# 角田駅 (北海道)

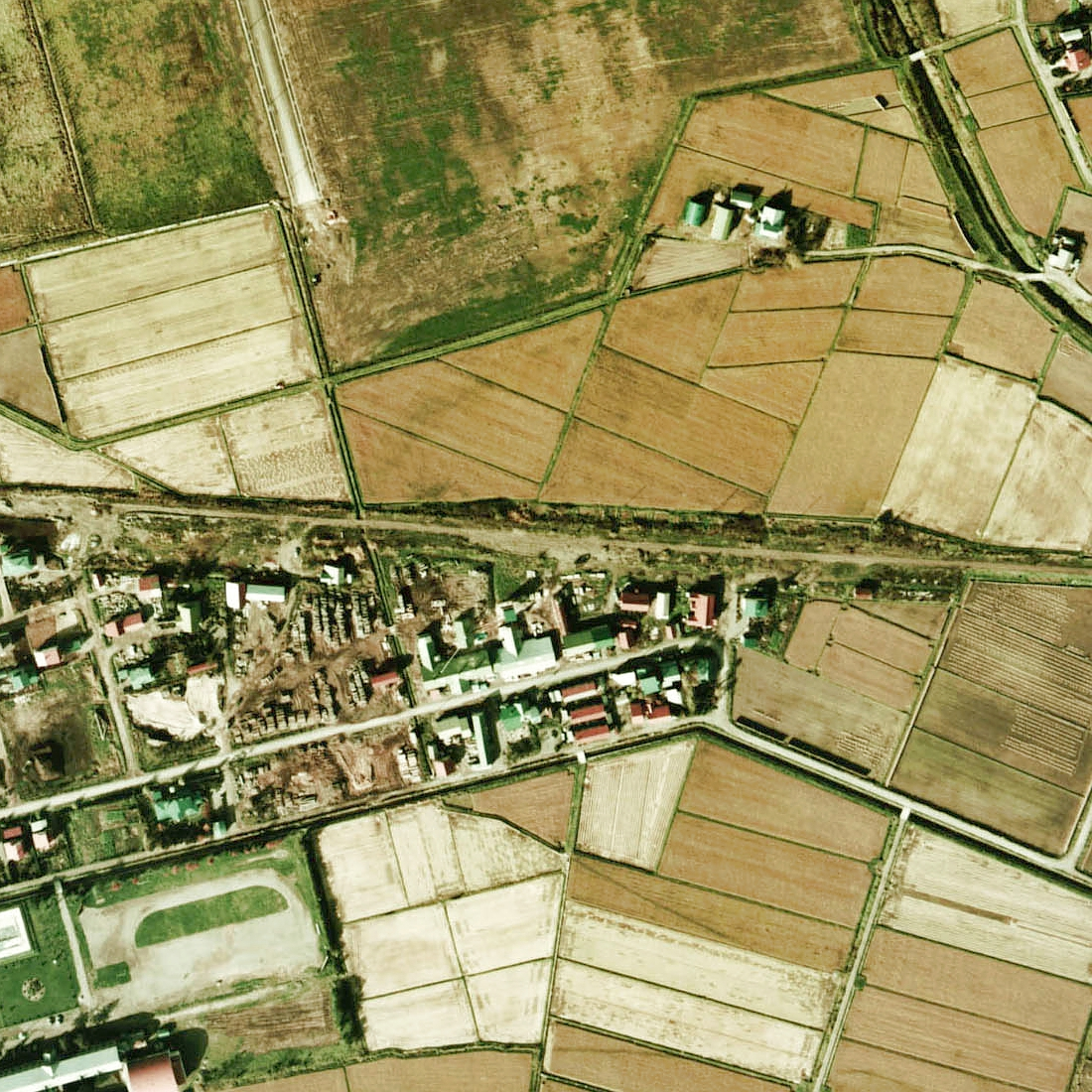
1976年の角田駅跡と周囲500 m範囲。右が夕張本町方面。

角田駅（かくたえき）は、北海道夕張郡栗山町角田にあった夕張鉄道の駅（廃駅）である。夕張鉄道線の合理化に伴い1971年（昭和46年）に廃止された。

## 歴史
- 1926年（大正15年）10月14日：開業。
- 1971年（昭和46年）11月15日：廃止。

## 駅構造
島式ホーム1面2線を有する地上駅。終日駅員が配置されていた。

## 駅周辺
栗山町角田の集落にあり、周辺は農業地帯である。栗山町開拓記念館が近い。
- 角田郵便局
- 北海道中央バス、栗山町営バス「角田本通」停留所
  - 鉄道の代替となる夕鉄バスの路線もあったが2023年10月に廃止された[1]。

## 隣の駅
夕張鉄道
夕張鉄道線
栗山駅- 角田駅 - 継立駅